# 정화 (전한)
정화(征和)는 중국 전한(前漢) 무제(武帝)의 열번째 연호이다. 기원전 92년에서 기원전 89년까지 4년 동안 사용하였다.

## 연대대조표
| 정화                | 원년        | 2년         | 3년         | 4년         |
| 서력                | 기원전 92년 | 기원전 91년 | 기원전 90년 | 기원전 89년 |
| 육십간지 (六十干支) | 기축(己丑)  | 경인(庚寅)  | 신묘(辛卯)  | 임진(壬辰)  |

## 같이 보기
- 중국의 연호

| 이전 연호 태시(太始) | 중국의 연호 전한(前漢) | 다음 연호 후원(後元) |